# أرومة عضلية مخططة
الأرومة العضلية المخططة نوع من الخلايا توجد في بعضٍ من أنواع الساركوما العضلية المخططة. توجّه هذه الخلايا عندما تُكتشف في المقاطع النسيجية إلى تشخيص الساركوما العضلية الجنينية والسنخية ومغزلية الخلية/المُصلِّبة والساركوما العضلية المخططة متعددة الأشكال. ولا يكون التعبير عن النمط الظاهري للأرومات العضلية المخططة العامل الوحيد في تشخيص الساركوما العضلية المخططة. يمكن أن تظهر هذه الخلايا في الأورام الخبيثة الميزنشيمية الأخرى أيضًا. تسمح تقنيات الكيمياء النسيجية المناعية بالكشف الدقيق عن الديسمين والفيمنتين والأكتين الخاص بالعضلات والبروتين المحدد للأرومة العضلية. ويمكن كشف النمط الظاهري للأرومة العضلية المخططة شكليًا. الأرومات العضلية المخططة خلايا ميزنشيمية مبكرة، ولديها القدرة على التمايز إلى مجموعة واسعة من الخلايا الهيكلية. ولكل مرحلة من مراحل تمايزها خصائص نسيجية مميزة. تُشاهد في البداية الخلايا النجمية ذات السيتوبلازما مزدوجة الألفة (للدهون والماء) والنواة المركزية البيضاوية. ويُشار إليها عادة باسم الخلايا ذات الخصائص العصوية، ويمكن أن تظهر الأرومة العضلية المخططة الناضجة مستويات منخفضة من السيتوبلازما اليوزينية (الحمضية) في المسافات القريبة من النواة. مع تقدم النضج والتمايز، تزداد مستويات الخلايا البيضاء في سيتوبلاسما الخلية. وتظهر أشكالها المتطاولة، التي تصور عادة على أنها «شرغوفية» أو «حزامية» أو «خلايا عنكبوتية». في المرحلة النهائية من التمايز، تبدو السيتوبلازما الغنية بخلايا الدم البيضاء ساطعة مع مظهر مخطط. يؤدي التنظيم العالي للييفات الدقيقة من الأكتين والميوسين في البروتينات المقلِصة إلى هذا المظهر.
مع التقدم في المجال الطبي، زاد عدد الأورام المرتبطة بالنمط الظاهري للأرومة العضلية المخططة. حديثًا، وُجد النمط الظاهري للأرومة العضلية المخططة في خلايا مأخوذة من 10 أورام التهابية. البحث المستمر ضروري لتحديد الصفات الجزيئية الدقيقة للأرومات العضلية المخططة واستخدامها في تدبير حالات المرضى.

## ظهور الأرومة العضلية المخططة بعد العلاج
يشمل السرطان مجموعة من الأمراض الناتجة عن نمو غير طبيعي للخلايا. ورغم أن حالات السرطان زادت حديثًا، والسبب في ذلك تحسن طرق الكشف عن السرطان وزيادة التعرض للمواد المسرطنة، كان السرطان موجودًا عبر تاريخ البشرية. ظهر أول وصف مكتوب للسرطان في عام 1600 قبل الميلاد في بردية إدوين سميث، وهي أطروحة طبية مصرية قديمة. تحسنت فعالية علاجات السرطان وانتشارها كثيرًا منذ أن عرف البشر المرض. تتكون خيارات علاج السرطان العلاج الكيميائي والإشعاعي والرعاية التلطيفية وغيرها. يُحدد نوع العلاج المستخدم من خلال مجموعة من العوامل، منها التوصيات المقدمة من المتخصصين ورغبات المريض والخصائص البيولوجية للسرطان.
بعد علاج السرطان، وتحديدًا خلال العلاج الكيميائي والإشعاعي، يمكن أن تظهر آفات تتكون بالكامل تقريبًا من الأرومات العضلية المخططة الناضجة. هذه الظاهرة، التي يُشار إليها باسم التمايز الخلوي، في الساركوما العضلية المخططة عند الأطفال مقبولة في المجال الطبي منذ عقود. يمكن أن تعزى الزيادة في الأرومات العضلية المخططة المتمايزة إلى تراجع الخلايا السرطانية غير المتمايزة. وفي البيئات السريرية، يُعد تمايز الأرومة العضلية المخططة بعد العلاج الكيميائي في حالات الساركوما العضلية المخططة الجنينية عند الأطفال مؤشرًا إيجابيًا، إذ يشير إلى زيادة استجابة الورم للعلاج. توجد تقارير حالة مخالفة، كان الورم الجنيني المشخص فيها عدوانيًا مع تطور متزامن لخلايا شبيهة بالخلايا الشحمية. توجد عوامل إنذارية جيدة أخرى وقد تكون مؤشرات أكثر موثوقية حتى تتوفر بيانات كافية عن الساركوما العضلية المخططة. اقترح المتخصصون أن الأرومات العضلية المخططة المحددة جيدًا ذات المؤشر الانقسامي (المؤشر التفتلي) المنخفض علامة لإيقاف العلاج. يمكن حساب المؤشر الانقسامي للعينة عن طريق جمع عدد الخلايا الجسمية في الطور التمهيدي والطور الاستوائي والطور الانفصالي والطور النهائي، ثم تقسيمها على عدد الخلايا الجسمية المعدودة.